# Catharsius simillimus
Catharsius simillimus är en skalbaggsart som beskrevs av Ferreira 1960. Catharsius simillimus ingår i släktet Catharsius och familjen bladhorningar. Inga underarter finns listade.